# Contado di Alessandria
Il Contado di Alessandria fu una storica ripartizione territoriale del ducato di Milano.

## Storia
Solo trent'anni dopo la sua fondazione, nel 1198, la città di Alessandria divenne un libero comune ed entrò in conflitto coi suoi potenti vicini, riuscendo comunque a difendere il piccolo contado della sua diocesi.
Un secolo e mezzo dopo, le recrudescenze delle lotte fra guelfi e ghibellini obbligarono tuttavia la città ad affidarsi ad un potente lontano alleato contro i vicini nemici. La Milano della metà del XIV secolo era governata da una coppia di fratelli la cui reciproca competizione ed ambizione sortì un virtuoso effetto per le sorti della famiglia Visconti. Fu Luchino a rivolgere le sue mire espansionistiche militari e diplomatiche verso sudovest oltre Pavia e il Po, e nel 1347 riuscì ad imporre la sua sovranità su Alessandria, così come sulle vicine Tortona ed Asti.
Il dominio meneghino fu oltremodo stabile e si prolungò per quasi quattro secoli, anche dopo che il Ducato di Milano divenne parte del Regno di Spagna. Fu quando la Lombardia passò all'Austria ad inizio Settecento che si manifestò la pressione di Casa Savoia che cominciò ad erodere il territorio milanese attraverso un disinibito valzer di alleanze fra francesi e tedeschi fra le numerose guerre europee del periodo. Nell'ambito della guerra di successione spagnola le truppe piemontesi procedettero nel 1707 all'invasione dei vecchi domini asburgici, e nel 1713 la pace stipulata col trattato di Utrecht riconobbe internazionalmente il passaggio di sovranità su Alessandria.